# Résolution 592 du Conseil de sécurité des Nations unies
Membres permanents
- Chine
- États-Unis
- France
- Royaume-Uni
- URSS

Membres non permanents
- Australie
- Bulgarie
- Congo
- Danemark
- Ghana
- Madagascar
- Thaïlande
- Trinité-et-Tobago
- Émirats arabes unis
- Venezuela

Résolution no 591 Résolution no 593
La résolution 592 est une résolution du Conseil de sécurité de l'ONU votée le 8 décembre 1986. 
Après avoir examiné une lettre du représentant du Zimbabwe en sa qualité de président du mouvement des pays non alignés, le Conseil de sécurité réaffirme les conventions de Genève et condamne l'ouverture du feu lors d'une manifestation d'étudiants par les Forces de défense israéliennes (Tsahal), au cours de laquelle deux étudiants ont été tués à l'université de Beir Zeit, en Cisjordanie occupée.
Le Conseil demande à Israël de respecter les Conventions de Genève, de libérer tous les manifestants détenus à l'université de Bir Zeit et demande à toutes les parties de faire preuve de la plus grande retenue dans cette situation. Il demande également au Secrétaire Général de présenter un rapport sur la mise en œuvre de la présente résolution avant le 20 décembre 1986. Israël affirme que les règles de la Convention de Genève ne s'appliquent pas légalement aux territoires, bien qu'il mette en œuvre les éléments humanitaires de la résolution.
La résolution 592 est adoptée par 14 voix contre zéro et avec l'abstention des États-Unis lors de la 2 727 ème séance.